# Ruyschia clusiifolia
Ruyschia clusiifolia är en tvåhjärtbladig växtart som beskrevs av Nikolaus Joseph von Jacquin. Ruyschia clusiifolia ingår i släktet Ruyschia och familjen Marcgraviaceae. Inga underarter finns listade i Catalogue of Life.